# Агнесса Гессенская
Агнесса Гессенская (нем. Agnes von Hessen; 31 мая 1527, Марбург, Гессен — 4 ноября 1555, Веймар, курфюршество Саксония) — принцесса из Гессенского дома, супруга курфюрста Саксонии Морица (в первом браке) и герцога Саксонии Иоганна Фридриха II.

## Биография
Агнесса была дочерью ландграфа Гессена Филиппа и его первой супруги Кристины Саксонской (1505—1549).
9 января 1541 года она вышла замуж за герцога и позднее курфюрста Морица Саксонского. В этом браке у Агнессы родились двое детей: Анна (1544—1577) и Альбрехт (1545—1546). Брак между Морицем и Агнессой состоялся без принудительного и расчётливого сговора, а по личной симпатии и склонности — что имело место в семьях государей Средневековья исключительно редко. Сохранившиеся письма между курфюрстом и его невестой указывают на зародившееся между будущими супругами дружество задолго до свадьбы, их взаимное доверие и верность, сохранившуюся и через годы после заключения брака. Агнесса также была помощницей своему мужу при осуществлении некоторых его политических планов. После смерти её матери Кристины в 1549 году она взяла на себя заботы о воспитании своих младших сестёр.
9 июля 1553 года, вследствие ранения, полученного в сражении при Сиверсхаузене, скончался супруг Агнессы, курфюрст Мориц.
26 мая 1555 года она вторично выходит замуж, за герцога Иоганна Фридриха II Саксонского. Согласно сообщениям современников состояние её здоровья было плохим, и через полгода после свадьбы Агнесса скончалась (при выкидыше). В то же время в Веймаре упорно держались слухи о том, что герцогиня была отравлена (на что указывает даже сообщение в хорах веймарской церкви св. Петра и Павла). О возможности убийства говорит тот факт, что в своём втором браке Агнесса ушла в родственный своему первому супругу (который принадлежал к Альбертинской ветви рода Веттинов), однако враждебный лагерь Эрнестинов. Альбертины в этом случае могли опасаться, что Агнесса может выдать их противникам различную важную информацию и политические секреты.